# Kyra Steckeweh
Kyra Steckeweh (* 1984 in Bonn) ist eine deutsche Pianistin.

## Leben und Werk
Mit sechs Jahren erhielt Steckeweh zum ersten Mal Klavierunterricht. Sie verzeichnete Wettbewerbserfolge bei Jugend musiziert und beim Steinway-Klavierspiel-Wettbewerb und belegte Meisterkurse bei Paul Badura-Skoda und Jura Margulis.
Steckeweh studierte Klavier und Instrumentalpädagogik bei Tomoko Ogasawara an der Hochschule für Musik Freiburg sowie an der Universität Mozarteum in Salzburg bei George Kern. 2011 schloss sie ihr Studium in Freiburg mit der Diplomprüfung ab. An der Hochschule für Musik Freiburg und an der Albert-Ludwigs-Universität Freiburg absolvierte sie 2009/2010 zudem die Studiengänge Schulmusik und Geschichte mit dem Ersten Staatsexamen. Im Rahmen einer Qualifikationsstelle an der Hochschule für Musik Freiburg 2018/2019 beschäftigte sich Steckeweh mit Noteneditionspraxis für die historisch-kritische Herausgabe der Werke von Komponistinnen.
Neben dem Standardrepertoire für ihr Instrument spielt Steckeweh besonders die Musik wenig bekannter Komponistinnen. Mit ihrer Konzerttätigkeit zielt Steckeweh darauf ab, die Musik von Frauen als Teil des kulturellen Erbes wahrnehmbar zu machen. In diesem Zusammenhang realisierte sie 2018 gemeinsam mit dem Filmemacher Tim van Beveren die Dokumentation Komponistinnen. Der Film erzählt die Geschichte von vier Musikerinnen, die im 19. Jahrhundert um ihren Platz im Musikleben gekämpft haben: Fanny Hensel, Emilie Mayer, Lili Boulanger und Mel Bonis. Die Dokumentation wurde bei den New York Movie Awards ausgezeichnet und erhielt 2020 den Opus-Klassik-Preis in der Kategorie Audiovisuelle Musikproduktion.
Zwischen 2018 und 2022 arbeitete sie ebenfalls zusammen mit Tim van Beveren an ihrem zweiten Film Dora – Flucht in die Musik, einer Dokumentation über das Leben von Dora Pejačević. Während Recherche und Dreharbeiten erarbeitete sie sich sämtliche Klavierwerke von Pejačević, viele davon sind ausschnittsweise im Film zu hören. Der Film wurde unter anderem bei den 2. Filmtagen Oberschwaben als bester Dokumentarfilm ausgezeichnet.
Um die Musik von nicht berühmten Komponistinnen einzuspielen, arbeitet Steckeweh häufig mit Autographen, weil es nicht immer zuverlässige Notenausgaben gibt. Im Frühjahr 2020 nahm Steckeweh für den Deutschlandfunk die Ersteinspielung der Sonate c-Moll der Komponistin Sophie Westenholz auf. Von der Komponistin aus der Zeit der Wiener Klassik existierten zuvor keine Aufnahmen.
2021 erschien Spurensuche mit Werken von Dora Pejačević, Sophie Westenholz und Ethel Smyth.
Steckeweh lebt als freiberufliche Pianistin in Leipzig.

## Diskografie (Auswahl)
- 2016: En dehors, Solo-Album mit Klavierwerken von Mélanie Bonis und Lili Boulanger
- 2018: Vita Brevis – Ars Longa, Solo-Album mit Klavierwerken von Emilie Mayer und Fanny Hensel
- 2019: Komponistinnen, Doppel-Album mit Klavierwerken von Mélanie Bonis, Lili Boulanger, Emilie Mayer und Fanny Hensel
- 2021: Spurensuche, Album mit Klavierwerken von Dora Pejačević, Sophie Westenholz und Ethel Smyth

## Filmografie
- 2018: Komponistinnen, tvbmedia productions, zusammen mit Tim van Beveren[6]
- 2022: DORA - Flucht in die Musik, tvbmedia productions, zusammen mit Tim van Beveren

## Publikationen
- Agnes Tyrrell (1846-1883). Ausgewählte Werke für Klavier 2-händig. Ries & Erler 2021